# سختيان
الجلد المغربيّ أو السختيان هو جلد الماعز المدبوغ، وهو لفظ فارسي الأصل. وقيل يوناني.
وقد دخل هذا المصطلح العربية في العصر الإسلامي ولا زال حتى اليوم من الدارج على ألسنة العوام بالمعنى واللفظ نفسه للدلالة على الجلد المُصَنَّع. وقد كان يدبغ السختيان بمواد مختلفة كالسماق أو العفص.